# Markéta Trávníčková
Markéta Trávníčková, rozená Landová (* 20. září 1967 Kolín) je bohemistka a teatroložka zabývající se především dějinami českého divadla.

## Život
Po maturitě na gymnáziu v Kolíně studovala v letech 1986–1991 na Filozofické fakultě Univerzity Karlovy obor český jazyk a literatura, osm semestrů též obor francouzský jazyk a literatura. Na studiích zažila revoluční události roku 1989 a zakončila je v roce 1991 obhajobou diplomové práce o dramatickém díle Oldřicha Daňka. Po krátké praxi v Archivu Národního divadla se stala v prosinci 1991 odbornou pracovnicí a později kurátorkou Divadelního oddělení Národního muzea v Praze, kde působí dodnes. Ujala se fondu divadelních cedulí a plakátů, které díky nebývalému zájmu českých i zahraničních (zvláště německých a rakouských) badatelů v poslední době získaly na atraktivitě. Přispěl k tomu i grantový projekt programu ministerstva kultury NAKI II s názvem Cesta k divadlu, který Markéta Trávníčková vedla v letech 2016–2020 a na němž se podílelo více než třicet pracovníků tříčlenného konsorcia institucí (Národní muzeum, Institut umění – Divadelní ústav a Moravské zemské muzeum). Mezi jeho výsledky patří digitalizace a odborné zrestaurování části sbírky, Metodika pro uchování, exploataci a zpřístupnění obsahu historických divadelních cedulí či databáze inscenací Elektronický divadelní archiv, tvořená v první fázi informacemi o dějinách českého divadla 19. století. Výstupem grantového projektu byla i divadelní výstava Račte vstoupit do divadla v Nové budově Národního muzea (2019–2020, nyní přístupná ve virtuální podobě), jejíž byla Markéta Trávníčková hlavní autorkou.
Od roku 2008 spolupracuje s Kabinetem pro studium českého divadla Institutu umění – Divadelního ústavu, kde se autorsky a redakčně podílí na tvorbě České divadelní encyklopedie. Je také autorkou hesel v encyklopedickém díle Ústavu pro českou literaturu AV Slovník české literatury po roce 1945.
Produktem systematické práce Markéty Trávníčkové na téma historie českého divadla především v devatenáctém, ale i ve dvacátém století, je řada statí publikovaných v odborném tisku i knižně jako součást větších tematických celků, a zvláště pak dvě syntetické práce o činnosti nejvýznačnějších pražských divadelních institucí 19. století, Stavovského (2022) a Prozatímního (2006) divadla. Spolu s Václavem Štěpánem v nich shromáždila všestranně verifikovanou faktografii o repertoáru a personáliích prakticky celého století, ve kterém vznikalo české profesionální divadlo.

## Dílo

### Knižní publikace
- Prozatímní divadlo 1862–1883. I – II. Praha: Academia – Národní divadlo, 2006. 1699 s. (s Václavem Štěpánem)[1].
- Stavovské divadlo 1824–1862. Českojazyčný repertoár. I – II. Praha: Academia – Národní muzeum, 2022. 1822 s. (s Václavem Štěpánem).[2]

### Kapitoly v knihách
- Janoušek, Pavel a kol. Slovník českých spisovatelů od roku 1945. Praha: Brána, 1995–1998 (autorství 13 hesel).
- Czech Theatre. In: A thousand years of Czech Culture. Winston-Salem: Old Salem, 1996, s. 78–84.
- Fidlovačka na jevišti. In: Ludvová, Jitka a kol. Fidlovačka aneb Cokoli chcete. Praha: Institut umění – Divadelní ústav, 2014, s. 229–294 (s Václavem Štěpánem).
- Theaterzettelsammlung in der Theaterabteilung des Nationalmuseums in Prag. In: Theater – Zettel – Sammlungen II. Bestände, Erschließung, Forschung (ed. Matthias J. Pernerstorfer), Wien: Hollitzer Wissenschaftsverlag, 2015, s. 181–199.
- Šormová, Eva a kol. Česká činohra 19. a začátku 20. století. Osobnosti. Praha: Institut umění – Divadelní ústav – Academia, 2015 (ediční spolupráce, autorství 11 hesel).
- Cesta k divadlu – slovo k výstavě a projektu. In: Ludvová, Jitka a kol. Račte vstoupit do divadla. Praha: Institut umění – Divadelní ústav – Národní muzeum, 2019, s 9–19 (s Alenou Jakubcovou).[3]
- Sbírka cedulí a plakátů Divadelního oddělení Národního muzea. Ludvová, Jitka a kol. Račte vstoupit do divadla. Praha: Institut umění – Divadelní ústav – Národní muzeum, 2019, s. 32–43.[3]

### Databáze
- Elektronický divadelní archiv (databáze divadelních inscenací)

### Studie a články v recenzovaných periodikách
- Prozatímní divadlo 1862–1883. Vedlejší výstupy grantového úkolu. Sborník Národního  muzea, řada A – Historie, 2003, roč. LVII, č. 3–4, 79 s.[4]
- Profesionální počátky české Thálie na Karolinském náměstí. Divadelní revue 23, 2012, č. 3, s. 76–90.
- České Stavovské divadlo za časů monarchie. Autoři her českého repertoáru Stavovského divadla (1824–1862). Sborník Národního muzea v Praze, řada A – Historie, 67, 2013, č. 1–2, s. 37–56.
- Život mezi filologií, teatrologií a SK Slavií (rozhovor s divadelní historičkou Lyou Říhovou). Divadelní revue 24, 2013, č. 3, s. 118–124.
- Divadelní oddělení Národního muzea (1924–2014). Nástin jeho historie se zvláštním zřetelem na zakladatelskou éru Jana Bartoše. Sborník Národního muzea 68, řada A – Historie, 2014, č. 3–4, s. 5–22.
- Pět generací zlákaných tylovským hadem z ráje (rozhovor s divadelní historičkou Ljubou Klosovou). Divadelní revue 25, 2014, č. 2, s. 168–180.
- Záhada kolem písní z Fidlovačky v Divadelním oddělení Národního muzea. Divadelní revue 26, 2015, č. 2, s. 53–65 (s Janem Zimmerem).
- Druhá lesní žínka duší Katedry divadelní vědy (rozhovor s divadelní historičkou Evou Kolárovou). Divadelní revue 26, 2015, č. 2, s. 168–180.
- Unikáty sbírky cedulí a plakátů Divadelního oddělení Národního muzea. Časopis Národního muzea, řada historická, 186, 2017, č. 1–2, s. 55–66.
- Poklady v pozůstalosti Jana Vondráčka. Divadelní revue 29, 2018, č. 2, s. 45–66 (s Magdalénou Jackovou, Alenou Jakubcovou a Jitkou Ludvovou).
- Vypravěčka hereckých osudů Ljuba Klosová. Divadelní revue 30, 2019, č 1, s. 99–109.
- Život inscenace. Časopis Národního muzea, řada historická, 188, 2019, č. 3–4, s. 3–24 (s Václavem Štěpánem).
- Ohlédnutí za první štací výstavy Račte vstoupit do divadla. Muzeum: Muzejní a vlastivědná práce 57, 2019, č. 1, s. 38–47.
- Divadelní cedule jako základní pramen teatrologického výzkumu. Knihovna: Knihovnická revue 31, 2020, č. 1, s. 37–53.
- Elektronický divadelní archiv, zvaný EDA – databáze divadelních inscenací[5]. Muzeum: Muzejní a vlastivědná práce 59, 2021, č. 2, 2019, s. 63–79.

### Výstavy
- Divadlo českých autorů. Praha, Divadlo na Vinohradech, 1994 (spoluautorka výstavy a doprovodné brožury, s Vilemínou Pecharovou).
- Vinohradské období Jana Bora. Praha, Divadlo na Vinohradech, 1996 (spoluautorka výstavy a doprovodné brožury, s Vilemínou Pecharovou).
- Divadlo Oldřicha Daňka. Praha, Národní muzeum, 1997 (autorka výstavy a doprovodné brožury).[6]
- Divadlo v Kolíně 1948–1998. Kolín, Městské divadlo, 1998 (autorka výstavy a doprovodné brožury).
- Čerti. Prachatice, Muzeum loutky a cirkusu, 2017 (hlavní autorka výstavy a doprovodné brožury).
- Račte vstoupit do divadla. Praha, Národní muzeum, 2019. Muzeum české loutky a cirkusu v Prachaticích, 2020 (hlavní autorka výstavy a doprovodné brožury). Virtuální podoba výstavy: ractevstoupit.mzm.cz